# 新普利茅斯
新普利茅斯市位于新西兰北岛西海岸。她是塔纳纳奇省的首府和西海岸唯一的海港城市，并且也是全新西兰距离澳大利亚最近的海港城市。早期英国定居者来自德文郡之普利茅斯。新普利茅斯區在新西蘭七十三區之内人口排名是第十五大區，佔新西蘭人口1.7%。普利茅斯市區人口有 68,901人，佔塔拉納基地區將近三分之二的總人口。這包括新普利茅斯市（53,000人）、瓦伊塔拉（6,288人）、英格爾伍德（3,090人）、奥瓦庫拉（1,359人）、奥卡投（531人）及乌雷努伊（429人）。
今天的新普利茅斯市是塔纳纳奇省主要经济中心，她以田园农业为主（主要是乳品业），同时也有石油、天然气和石化产品的勘探和生产等行业。所以新普利茅斯市以新西兰的能源城市和乳品城市而著称。新普利茅斯市同时也是新西兰全国唯一的一个100%非政府拥有的银行「TSB银行」（旧称塔纳纳奇储蓄银行）的大本营。
这座城市的人口大约49,000人。新普利茅斯市的名胜有大批卓越的植物园（例如市中心的普克庫拉公园），在市中心海边45米高的有争议性的「风杖」（Wind Wand）还有独特的塔纳纳奇山和艾格蒙山的风景。新普利茅斯市同时也享有特别的海港城市的声誉，因为开车只要30分钟，这座城市的居民和游客都可以在一天之内在同一座城市里滑雪，滑水和冲浪。

## 歷史
1828年，理查德·巴雷特（1807年至1847年）在Ngāmotu成立了一個貿易站. 巴雷特與當地的毛利人進行交易，並代表新西蘭公司協助談判購買土地。定居者为普利茅斯公司所挑选, 公司目标是要吸引從英國西南部的移民者。第一批定居者於1841年3月31日抵達新普利茅斯.

## 增長及管治

### 新普利茅斯省
1852年新西蘭憲法法案創立了「新普利茅斯省」，省議會管轄範圍四十萬公頃。 五年後全省的名稱更改為塔拉納基省。在1876年省份制度被廢除。
新普利茅斯在1949年被宣布為「城市」地位。

### 新普利茅斯區議會
市長，議員和十六個社區委員會成員選舉每三年举行一次。
新普利茅斯區議會2009年度的年營業收入超過纽币188萬.

## 市郊區
從西到東:
| - 斯波茨伍德 (Spotswood) - 捕鯨船門 (Whalers Gate) - 摩圖羅亞 (Moturoa) - 马废尔 (Marfell) - 布拉各顿 (Blagdon) - 赫尔顿 (Hurdon) - 林茅斯 (Lynmouth) | - 西城区 (Westown) - 芬代爾 (Ferndale) - 弗蘭克公园 (Frankleigh Park) - 沃格尔城 (Vogeltown) - 布魯克蘭 (Brooklands) - 伟鲍恩 (Welbourn) | - 斯特兰顿 (Strandon) - 高地公園 (Highlands Park) - 美丽兰 (Merrilands) - 菲茨羅伊 (Fitzroy) - 怀华凯欧 (Waiwhakaiho) - 格倫雅芳 (Glen Avon) |

### 衛星定居镇
- 奥瓦庫拉 (Oakura)
- 奧瑪塔 (Omata)
- 貝爾布罗克 (Bell Block)
- 英格爾伍德 (Inglewood)
- 瓦伊塔拉 (Waitara)

## 新普利茅斯機場
新普利茅斯機場服務城市及塔拉納周邊区域。它位於海岸上，离市中心距離11公里。
新普利茅斯機場是新西蘭第11個最繁忙的機場，有直飞到奧克蘭、惠靈頓和基督城的定期航班服務。 

## 交通運輸，工業和緊急服務
電力在1906年1月首次從曼勾累發電廠 （页面存档备份，存于）旁邊的怀华凯欧河提供的。在二十世紀1960年代新普利茅斯電站最初設計上是为了運行煤但構建之后并運行天然氣、燃油及燃料。
小型稠油在海岸線被发现之后，公司於1865年開始在新普利茅斯海岸尋找石油。在1866年1月獲得了第一個商業化量的油。勘探工作繼續零星和煉油廠於1913年開業. 離岸之毛伊天然气田在1970年代末開始生產天然氣, 引發了能源和石化行業的蓬勃發展。毛伊天然气田資源渐渐下降之后, 公司并迁到塔拉納基地區其他天然气田尋找更多商業石油儲量 

## 特點和旅遊景點
普克庫拉公园从12月中旬至二月上旬TSB银行举办免费的新普利茅斯灯光节。
在城市海濱有普基·阿里基博物馆(Puke Ariki Museum),, 公共圖書館和信息中心，含有各種互動媒體来講述塔拉納基地区的故事中。

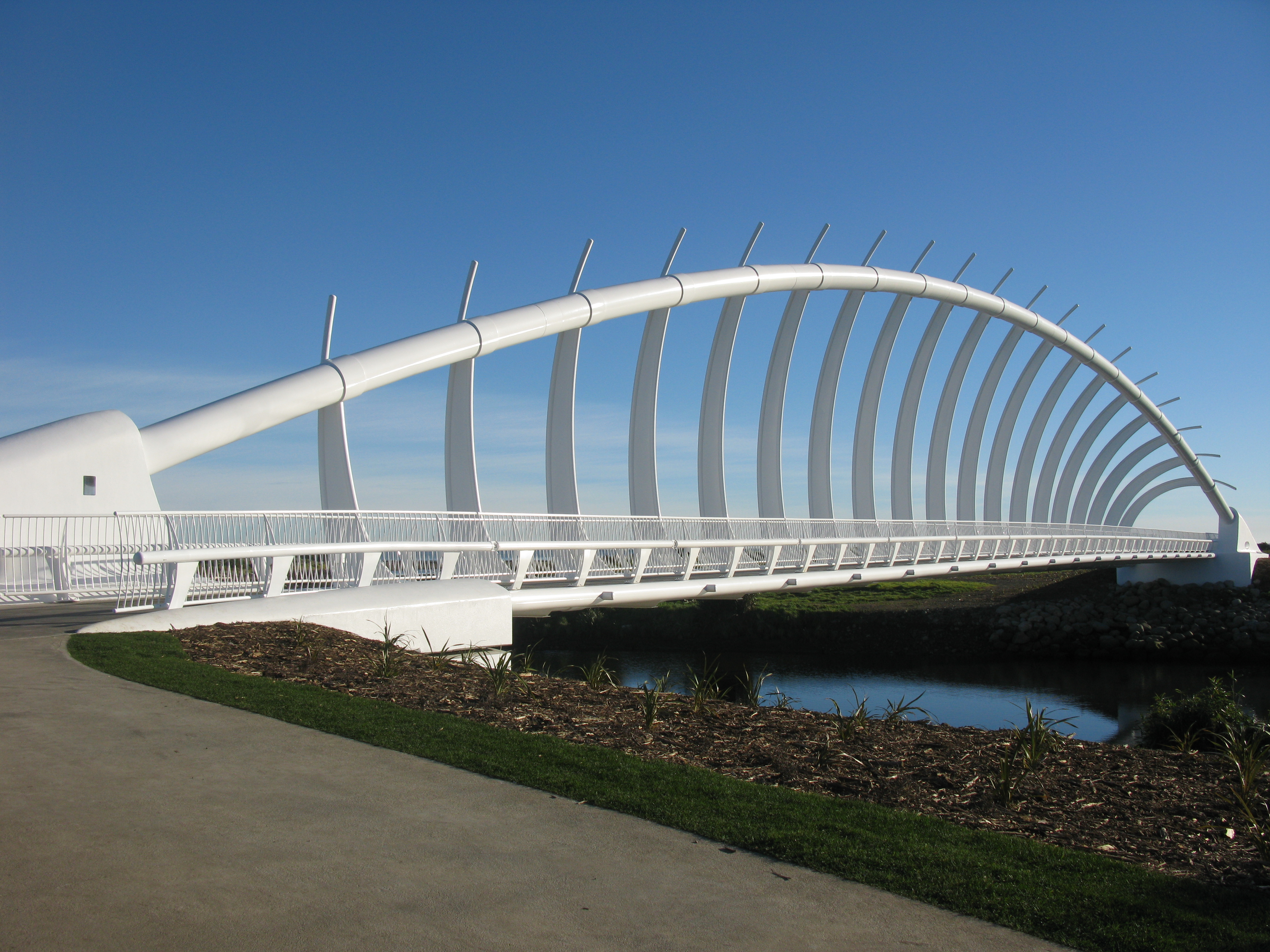
特雷瓦雷瓦橋，2010年6月5日正式開幕

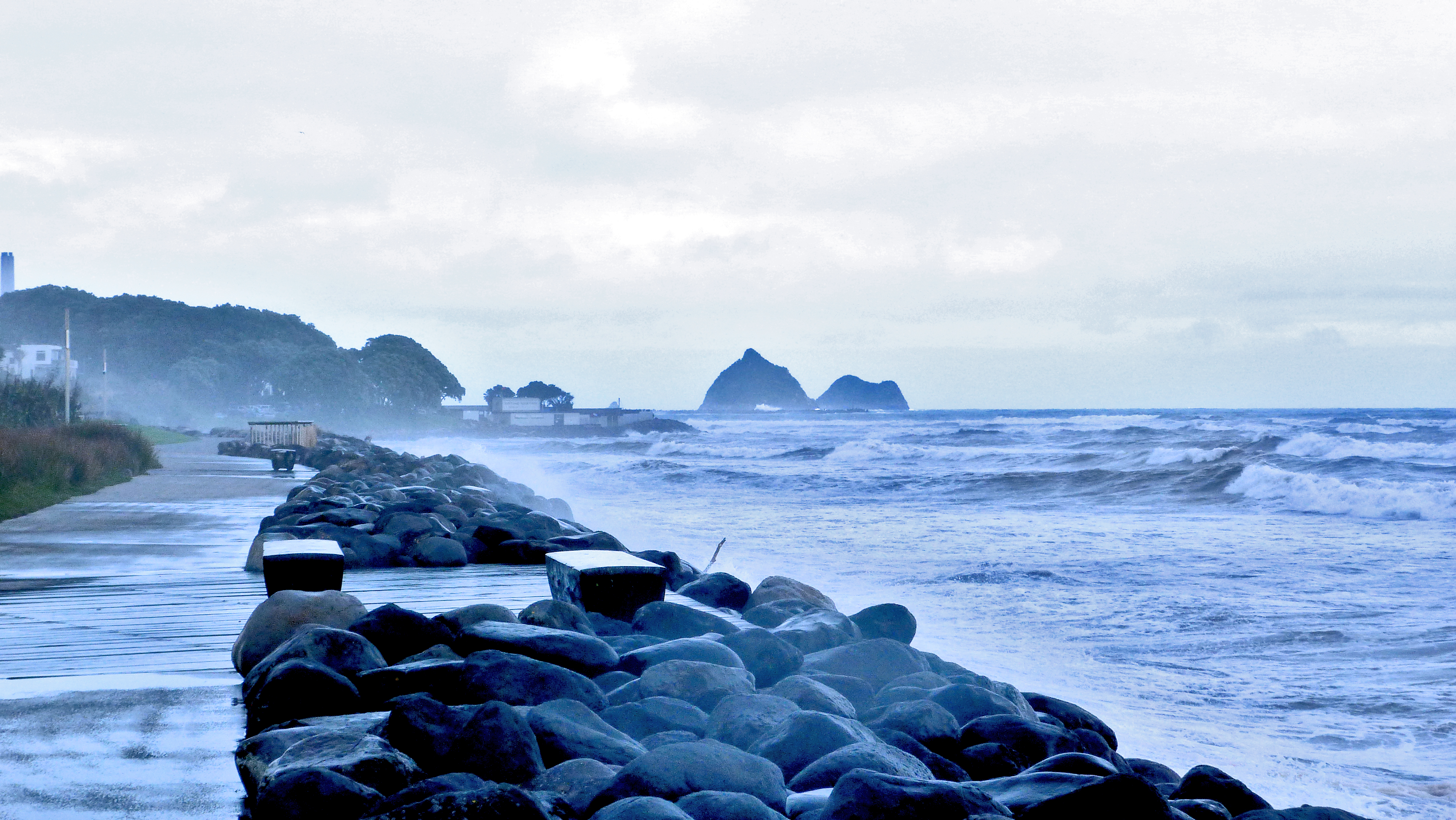
新普利茅斯沿海走道

新普利茅斯沿海走道是11公里长. 途徑包括標誌性的特雷瓦雷瓦橋并適合步行，跑步，騎自行車或滑冰以及欣赏沿岸.
沿海走道旁邊有水上運動中心(Todd Energy Aquatic Centre)，含有室內和室外游泳池、跳水池、造波機、水力滑梯、水療中心、桑拿浴室和健身房.
塔拉納基山提供了休閒娛樂的機會例如滑雪、滑雪板、岩石攀登、皮划艇和高山遠足. 北埃格蒙特訪客中心离新普利茅斯中央有20分鐘的車程。拉納基被稱為大波地區, 海岸線有许多衝浪點。該地區有二十個高爾夫球場,　所有二十高爾夫球場距离都是一個小時的車程之内。

## 獎項
2008年《北方和南方雜誌》 (North and South Magazine)中，新普利茅斯赢了「最佳城市獎」被判定為「新西蘭最好生活，工作和養家的地方」
2008年11月6-10日的第十一界《國際最適宜居住社區獎》在中國東莞市舉行，新普利茅斯還獲得了三個獎項。
。

## 氣候
新普利茅斯含有一個溫暖、濕潤及溫和的氣候。平均夏季午後溫度是21—22 °C（70—72 °F）; 平均夏季夜間溫度是12—13 °C（54—55 °F）. 冬季下午平均溫度是 13—14 °C（55—57 °F） 并且夜間溫度是5—6 °C（41—43 °F）. 平均全年雨量是1,432 mm（56.4英寸）. 2011年8月15日新普利茅斯下雪，這是一種罕見的事件。
| 新普利茅斯          | 新普利茅斯  | 新普利茅斯  | 新普利茅斯  | 新普利茅斯  | 新普利茅斯 | 新普利茅斯 | 新普利茅斯  | 新普利茅斯  | 新普利茅斯 | 新普利茅斯  | 新普利茅斯  | 新普利茅斯  | 新普利茅斯   |
| 月份                | 1月         | 2月         | 3月         | 4月         | 5月        | 6月        | 7月         | 8月         | 9月        | 10月        | 11月        | 12月        | 全年         |
| ------------------- | ----------- | ----------- | ----------- | ----------- | ---------- | ---------- | ----------- | ----------- | ---------- | ----------- | ----------- | ----------- | ------------ |
| 平均高温 °C（°F）   | 21.8 (71.2) | 22.3 (72.1) | 21.1 (70.0) | 18.7 (65.7) | 16 (61)    | 14 (57)    | 13.3 (55.9) | 13.9 (57.0) | 15 (59)    | 16.3 (61.3) | 18.1 (64.6) | 19.9 (67.8) | 17.5 (63.5)  |
| 平均低温 °C（°F）   | 13.6 (56.5) | 13.6 (56.5) | 12.7 (54.9) | 10.6 (51.1) | 8.3 (46.9) | 6.6 (43.9) | 5.6 (42.1)  | 6.4 (43.5)  | 7.9 (46.2) | 9.2 (48.6)  | 10.8 (51.4) | 12.3 (54.1) | 9.8 (49.6)   |
| 平均降水量 mm（）   | 97 (3.8)    | 95 (3.7)    | 117 (4.6)   | 131 (5.2)   | 124 (4.9)  | 145 (5.7)  | 143 (5.6)   | 127 (5.0)   | 110 (4.3)  | 124 (4.9)   | 108 (4.3)   | 103 (4.1)   | 1,432 (56.4) |
| 来源：NIWA 氣候資料 |             |             |             |             |            |            |             |             |            |             |             |             |              |

## 人口分佈
在2006年做的人口普查資料顯示，新普利茅斯區的人口有68,901人 ，使新普利茅斯成為新西蘭第十一大城，北島第八大城 。
人種資料
- 77.1% 紐西蘭白人
- 14.1% 毛利人
- 2.6% 亞洲人
- 1.6% 岛民
- 0.3% 其他

## 姊妹城市
- 昆明
- 三島市

## 外部連結
- 新普利茅斯
- Puke Ariki: 新普利茅斯的博物館、圖書館和遊客信息中心 （页面存档备份，存于）
- 新普利茅斯街道地圖 （页面存档备份，存于）

39°04′S 174°05′E / 39.067°S 174.083°E